# Isole di Pachtusov
Le isole di Pachtusov (in russo Острова Пахтусова, ostrova Pachtusova) sono un gruppo di isole russe che fa parte dell'arcipelago di Nordenskiöld ed è bagnato dal mare di Kara.
Amministrativamente appartiene al distretto del Tajmyr del Territorio di Krasnojarsk, nel Circondario federale della Siberia.

## Geografia
Le isole di Pachtusov sono situate al centro dell'arcipelago di Nordenskiöld, circondate dagli altri 4 gruppi che lo compongono. Si trovano oltre 40 km a nord delle coste centrali della penisola del Tajmyr e 15 km a ovest delle isole Vostočnye. Lo stretto di Lenin (пролив Ленина, proliv Lenina) le separa da questo gruppo e dalle isole di Litke a nord. A sud, lo stretto di Radzeevskij (пролив Радзеевского, proliv Radzeevskogo) le divide dalle isole di Vil'kickij, mentre a ovest sono adiacenti al gruppo delle isole di Cywolka. Fa parte della Riserva naturale del Grande Artico dal 1993.
Si tratta di 15 isole di varie dimensioni e alcune piccole isole senza nome, che si estendono da ovest a est per circa 35 km nella parte sud-orientale del mare di Kara. Longitudinalmente si sviluppano per 25 km. Il punto più alto del gruppo è di 77 m s.l.m., sia sull'isola di Petersen che sull'isola di Pachtusov.
Sono state così nominate nel 1901 in onore dell'idrografo ed esploratore russo Pëtr Kuz'mič Pachtusov.

## Le isole
- Isola di Petersen (остров Петерсена, ostrov Petersena), la più grande del gruppo e una delle due isole con l'elevazione massima. Per grandezza è la seconda dell'intero arcipelago di Nordenskiöld. Ha una forma irregolare, con diverse penisole e ampie baie. Da capo Dolgij (мыс Долгий, mys Dolgij) a sud-ovest, fino a capo Mračnyj (мыс Мрачный) a nord-est, la lunghezza è di circa 19 km, mentre da capo Dvojnoj (мыс Двойной) a nord, fino a capo Okončanija (мыс Окончания) a sud-est è di circa 17 km; la larghezza varia dagli 11,4 km nella parte centrale, ai soli 100 m dell'istmo che la collega alla penisola Zabluždenij (полуостров Заблуждений, poluostrov Zabluždenij). Questa penisola si trova nel sud-est ed è lunga 4 km;[1] nel sud-ovest si allunga invece la penisola Dolgij (полуостров Долгий) lunga 4,5 km.
Tra le due penisole si allunga una striscia di sabbia, alla cui estremità si trova l'isola Zverolovnyj, che, insieme ad un'altra isola più a sud (Graničnyj), vanno a formare due ampie baie: quella occidentale è la baia di Čugunkov (бухта Чугункова, buchta Čugunkova), quella orientale è la baia Neizvestnaja (бухта Неизвестная). Nella parte orientale si apre la baia Nadëžnaja (бухта Надёжная, buchta Nadëžnaja), nel nord-ovest la baia Spokojnaja (бухта Спокойная, buchta Spokojnaja) e nel nord-est la baia Malaja (бухта Малая, buchta Malaja).
Tutta l'isola è composta da basse alture rocciose dai pendii dolci, che si innalzano fino a 77 m nella parte nord-orientale, fino a 34 m al centro, a 19 m nella penisola Dolgij e a 29 m sulla penisola Zabluždenij. I pendii e le aree costiere sono coperti da zone sassose.
Sono presenti numerosi piccoli corsi d'acqua a carattere stagionale, concentrati soprattutto al centro. Ci sono anche diversi piccoli laghi salati, molti dei quali si trovano lungo le coste e sono di origine lagunare. Le aree comprese tra i laghi e la costa sono parzialmente paludose.
La vegetazione è scarsa ed è costituita da muschi, licheni e da erbe corte e resistenti.
Su tre rilievi dell'isola si trovano altrettanti punti di triangolazione geodetica.
A nord, poco al largo di capo Ostryj (мыс Острый) si trova un isolotto senza nome, un altro si trova nel nord-ovest.
L'isola è stata così nominata da Eduard Gustav von Toll, a capo della spedizione sulla scuna Zarja nel 1901, in onore dello medico dermatologo e figura pubblica russa Oskar Vladimirovič Petersen.[4]76°37′26.32″N 96°10′36.6″E
  - Isola Graničnyj (остров Граничный, ostrov Graničnyj; in italiano "isola limitrofa"),[5] è la più grande delle isole attorno a Petersen. Si trova tra le penisole Dolgij e Zabluždenij. Ha una forma irregolare e misura 3,1 km di lunghezza e 1,8 km di larghezza.[1] L'altezza massima è di 19 m. Nella lingua di terra che si allunga a nord, sono presenti 3 piccoli laghi. 76°32′46.14″N 96°02′42″E
  - Isola Zverolovnyj (остров Звероловный, ostrov Zverolovnyj; "isola dei cacciatori),[6] situata tra la costa centro-meridionale di Petersen e Graničnyj, è una piccola isola stretta e allungata. Misura circa 750 m di lunghezza e 200 m di larghezza.[1] 76°35′16.08″N 96°03′43.2″E
  - Isola Navarin (остров Наварин, ostrov Navarin), all'estremità meridionale della penisola Zabluždenij, è un isolotto di meno di 100 m di lunghezza.[1] 76°31′59.88″N 96°10′12″E
- Isola Oleg (остров Олег, ostrov Oleg), 2 km[1] a est della costa nord-orientale di Petersen, è la più orientale del gruppo. Ha una forma ovale ed è lunga circa 1,1 km e larga 500 m.[1] L'altezza massima è di 9 m. 76°40′01.2″N 96°33′25.2″E
- Isola Jurt (остров Юрт, ostrov Jurt), 5,3 km[1] a sud-est di Petersen, è un'isola dalla forma irregolare. Misura circa 1,7 km di lunghezza e 1,3 km di larghezza massima nella parte settentrionale.[1] L'estremità nord-occidentale si chiama capo Štykovoj (мыс Штыковой), quella meridionale capo Živopisnyj (мыс Живописный). Sul versante occidentale sono presenti due piccoli laghi e un breve ruscello stagionale. L'elevazione massima è di 13 m, nei pressi della quale c'è un punto di triangolazione geodetica. 76°33′32.4″N 96°29′10″E
- Isola di Kotovskij (остров Котовского, ostrov Kotovskogo), è una piccola isola, la più meridionale del gruppo, che si trova a sud di Petersen e a sud-ovest di Graničnyj. Prende il nome dall'attivista politico e militare sovietico Grigorij Ivanovič Kotovskij. 76°31′06.96″N 95°54′18.72″E
- Isola Dobrynja Nikitič (остров Добрыня Никитич, ostrov Dobrynja Nikitič), nella parte sud-occidentale delle Pachtusov, è la più vicina al gruppo delle Civol'ka e dista dalla terraferma circa 50 km.[1] Lo stretto omonimo (пролив Добрыня Никитич, proliv Dobrynja Nikitič) la separa a est dall'isola di Petersen. È un'isola rocciosa relativamente grande, dalla forma curva, come una U irregolare, con le estremità relativamente corte e un po' allargate. Si estende da ovest ad est e, da capo Grjada (мыс Гряда) a capo Palatka (мыс Палаткиа), misura circa 10,5 km di lunghezza; da capo Pribrežnye Kamni (мыс Прибрежные Камни) a nord a capo Stopor (мыс Стопор) a sud, misura invece circa 6,5 km di larghezza.
La curva dell'isola forma la baia di Davydov (бухта Давыдова, buchta Davydova).
Il territorio è occupato da tre rilievi principali che, da ovest a est, si innalzano per 30 m, 41 m e 50 m (che è anche il punto più alto dell'isola). I pendii delle alture e le coste sono prevalentemente sassosi. Alcuni ruscelli a carattere stagionale scorrono in varie direzioni; lungo la costa della baia di Davydov c'è un lago di origine lagunare. Altri piccoli laghi si trovano lungo le coste settentrionali e occidentali.
Una buona parte dell'isola è coperta da zone paludose ed è presente una rada vegetazione composta da muschi e licheni.
Ad ovest c'è un punto di triangolazione geodetica.
Il nome deriva dall'eroe epico russo delle byliny Dobrynja Nikitič. 76°38′19.95″N 95°35′30.52″E
- Isola di Španberg (остров Шпанберга, ostrov Španberga), si trova al centro del gruppo, a nord dello stretto Dobrynja Nikitič. Dista meno di 2,3 km[1] dall'isola di Petersen e 1,3 km dall'isola Dobrynja Nikitič. Per grandezza, è la terza delle Pachtusov. Ha una forma allungata da nord a sud, con due piccoli promontori sulla costa orientale. Misura 5,2 km[1] di lunghezza e 4,2 km[1] di larghezza massima nella parte meridionale. Il punto più alto è di 67 m al centro; un altro rilievo di 36 m si trova nel nord-ovest. L'estremità sud-orientale si chiama capo Razvodnoj (мыс Разводной), quella nord-orientale capo Ustalosti (мыс Усталости).
Prende il nome dal tenente di marina di origine danese Martin Petrovič Španberg,[7] che partecipò alle due spedizioni in Kamčatka guidate da Vitus Bering. 76°41′24″N 96°00′00″E
- Isole Skudnye (острова Скудные, ostrova Skudnye; "isole scarse"),[8] sono due piccole isole e alcuni scogli situati al centro dello stretto Dobrynja Nikitič, circondate dalle tre isole maggiori del gruppo. La maggiore è lunga non più di 200 m.[1] 76°38′43.8″N 96°53′46″E
- Isola di Pachtusov (остров Пахтусова, ostrov Pachtusov), è un'isola rettangolare, con un promontorio nel sud-est, nonché la seconda ad avere l'elevazione massima dell'intero gruppo. Misura 4,6 km[1] di lunghezza da capo Severnyj (мыс Северный) a nord-est a capo Rifovyj (мыс Рифовый) a sud-est, e 4 km[1] di larghezza da capo Ostrovnoj (мыс Островной) a sud-ovest alla costa orientale. L'estremità nord-ovest si chiama capo Olenij (мыс Олений). Attorno all'isola ci sono due isolotti senza nome, uno a nord-est e l'altro a sud-ovest. Al centro dell'isola c'è un punto di triangolazione geodetica. È dedicata allo stesso esploratore che dà il nome all'intero gruppo. 76°42′18″N 95°45′36″E
- Isola di Aleksandr (остров Александра, ostrov Aleksandra), è una piccola isola, la più settentrionale del gruppo, situata 7,5 km[1] a sud dell'isola di Sikora (nel gruppo delle Litke) e 2 km a nord dell'isola di Pachtusov. Si trova a circa 65 km[1] dalla terraferma; 1,7 km ad ovest-sud-ovest ci sono due piccoli isolotti senza nome. Ha una forma ovale e misura circa 1 km di lunghezza e poco più di 500 m di larghezza. L'altezza massima è di 13 m. Nella parte orientale è presente una rada vegetazione tipica della tundra. 76°44′38.04″N 95°43′31.98″E
- Isola Truvor (остров Трувор, ostrov Truvor), a nord di Dobrynja Nikitič e a ovest di Pachtusov, è un'isola a forma di T, ruotata di 90° verso ovest; misura 3,1 km di lunghezza e 2,5 km di larghezza massima.[1] Il punto più alto è di 9 m. L'estremità settentrionale si chiama capo Pričudlivyj (мыс Причудливый), quella meridionale capo Skal'nyj (мыс Скальный). Prende il nome dal personaggio leggendario russo Truvor. 76°41′52.8″N 95°27′00″E
- Isola Silač (остров Силач, ostrov Silač), piccola isola a nord-ovest di Truvor; è la più occidentale dell'intero gruppo. L'altezza massima è di 4 m. Il nome significa "Ercole".[9] 76°43′01.2″N 95°20′10.32″E